# 圣马丁代枫丹
圣马丹德方丹（法語：Saint-Martin-des-Fontaines，法語發音：[sɛ̃ maʁtɛ̃ de fɔ̃tɛn]）是法国卢瓦尔河地区大区旺代省的一个市镇，位于该省东安邦，属于丰特奈勒孔特区。

## 地理
圣马丹德方丹（46°32'28"N, 0°54'16"W）面积5.64 平方千米，位于法国卢瓦尔河地区大区旺代省，该省份为法国西部沿海省份，北起大西洋卢瓦尔省和曼恩-卢瓦尔省，西临大西洋，南至滨海夏朗德省，东部及东南部与德塞夫勒省接壤。
与圣马丹德方丹接壤的市镇（或旧市镇、城区）包括：莱默诺、马尔赛-圣拉德贡德、圣西尔德加、圣洛朗德拉萨勒、圣瓦莱里安。
圣马丹德方丹的时区为UTC+01:00、UTC+02:00（夏令时）。

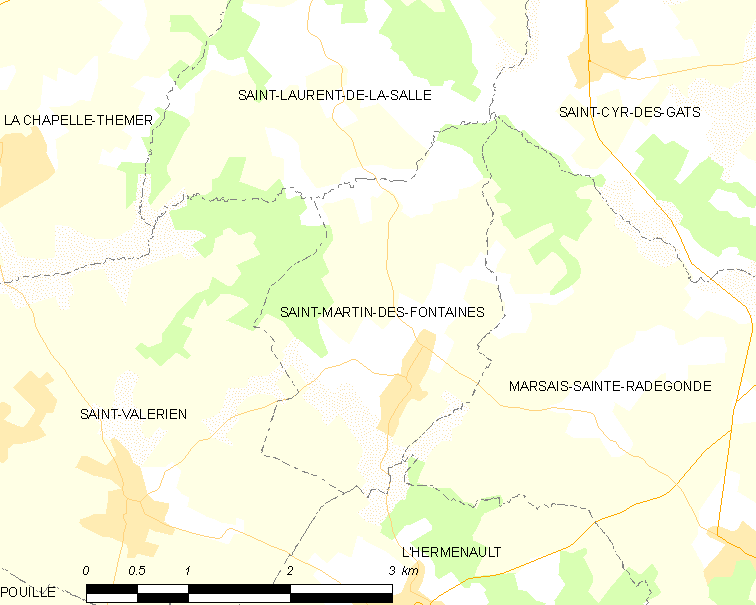
圣马丹德方丹的OSM定位图

## 行政
圣马丹德方丹的邮政编码为85570，INSEE市镇编码为85245。

## 政治
圣马丹德方丹所属的省级选区为拉沙泰涅赖县。

## 人口

1962-2008年间圣马丹德方丹人口变化图示

圣马丹德方丹于2022年1月1日时的人口数量为169人。